# Janka Nabay
Ahmed Janka Nabay (* 5. Januar 1964 in Sedu; † 2. April 2018 in Kambia) war ein sierra-leonischer Sänger, Komponist und Bandleader. Er galt als einflussreicher Vertreter des Bubus, der traditionellen Musik der Temne.

## Leben
Ahmed Janka Nabay wuchs in Sedu, einem kleinen Ort im Osten von Sierra Leone als Sohn eines Bergarbeiters und Fischverkäufers auf. Nabay gehörte den Temne und Mandingo an.
Bekannt wurde Janka Nabay durch seine Teilnahme an der Fernsehsendung SuperSound Mitte der 1990er, einer afrikanischen Variante von Pop Idol, wo er eine moderne, elektronische Variante der traditionellen Bubu-Musik spielte. Die traditionell auf Bambusflöten gespielte Musik vermischte er mit Synthesizern und Drumcomputern. Seine größten Einflüsse waren nach eigenen Angaben „Michael Jackson, Bob Marley und Gott“. Seine Popularität in Sierra Leone erreichte ihren Höhepunkt während des elfjährigen Bürgerkriegs in Sierra Leone, während dem seine Musik auch mehrfach zweckentfremdet wurde. So wurden er und seine Band vom Rebellen-General Sam “General Mosquito” Bockarie entführt und gezwungen vor dessen Armee aufzutreten.
Seine Heimat Sierra Leone verließ er 2003. Er floh in die Vereinigten Staaten, wo er in Washington, D.C. in verschiedenen Restaurants und Fast-Food-Ketten arbeitete.
Nach einigen Jahren, in denen er hauptsächlich vor anderen Flüchtlingen aus Sierra leone auftrat, entdeckte Radioproduzent und Journalist Wills Glasspiegel einige alte Aufnahmen von ihm aus Sierra Leone und stellte den Kontakt zum World-Music-Label True Panther Sounds her, das zur Beggars Group gehört. 2010 erschien dort seine EP Bubu King, die zur ersten Bubu-Veröffentlichung in den Vereinigten Staaten wurde.
Janka Nabay formierte eine Band und veröffentlichte die beiden Alben En Yay Sah (2012) und Build Music (2017) über David Byrnes Label Luaka Bop. 2017 tourte er durch Europa. Als er versuchte zurück in die Vereinigten Staaten zu reisen, wurde er abgewiesen und seine Greencard eingezogen. Er kehrte zurück nach Freetown, wo er sich mit seiner Frau niederließ.
Janka Nabay verstarb am 2. April 2018 im Alter von nur 54 Jahren an einer unbekannten Baucherkrankung in Kambia.

## Diskografie
Alben
- 2012: En Yay Sah (Luaka Bop)
- 2017: Build Music (Luaka Bop)

EPs
- 2010: Bubu King (True Panther Sounds)
- 2012: An Letah (True Panther Sounds)